# Urszula Aszyk
Urszula Justyna Aszyk-Bangs (ur. 26 września 1944) – polska teatrolożka i hispanistka, wykładowczyni akademicka, profesor zwyczajna Uniwersytetu Warszawskiego.

## Życiorys
Studiowała polonistykę (specjalność teatrologiczna) na Wydziale Filologicznym Uniwersytetu Łódzkiego. Magisterium w zakresie filologii polskiej uzyskała w 1967. W 1974 obroniła doktorat po przedstawieniu pracy Teatr Iwo Galla na tle tendencji w teatrze XX wieku (promotor S. Kaszyński) w Katedrze Teorii Literatury, Teatru i Filmu Wydziału Polonistyki Uniwersytetu Łódzkiego, habilitację zaś uzyskała w 1990 na podstawie dysertacji Współczesny teatr hiszpański w walce o...teatr (PIW, Warszawa 1988) na Wydziale Neofilologii Uniwersytetu Warszawskiego. W 1998 uzyskała tytuł naukowy profesora nauk humanistycznych nadany przez Prezydenta RP.
W latach 1976–1981 w Universidad Autónoma w Madrycie była lektorką języka polskiego i wykładowczynią historii literatury polskiej, gdzie również pogłębiała znajomość języka hiszpańskiego oraz odbyła kursy kultury i literatury hiszpańskiej. W 1980 została nominowana na stanowisko adiunkta w Katedrze Iberystyki Uniwersytetu Warszawskiego, gdzie w latach 1984–1991 oraz 1994 pełniła funkcję Kierownika Pracowni Języka i Literatury Hiszpańskiej. W 1992 była nominowana na stanowisko profesor nadzwyczajnej Uniwersytetu Warszawskiego. W latach 1998–2000 profesor nadzwyczajna Uniwersytetu Śląskiego, zatrudniona w Instytucie Nauk o Kulturze i Instytucie Filologii Romańskiej. Od roku 2000 ponownie profesor nadzwyczajna Uniwersytetu Warszawskiego, od 2006 profesor zwyczajna Uniwersytetu Warszawskiego.
W latach 2009–2014 była kierowniczką Zakładu Literatur Hiszpańskiego Obszaru Językowego w Instytucie Studiów Iberyjskich i Iberoamerykańskich Uniwersytetu Warszawskiego.
Jako visiting professor prowadziła seminaria i wykłady na temat teatru hiszpańskiego na uniwersytetach w Stanach Zjednoczonych, Niemczech, Hiszpanii, Brazylii, Szwecji, a w latach 1996–2003, jako Senior Fellow, współpracowała z Uniwersytetem w Brystolu w Wielkiej Brytanii. Jest autorką licznych książek i około dwustu studiów, rozpraw i artykułów na temat teatru hiszpańskiego XX wieku i Złotego Wieku, a także na temat teatru polskiego i wzajemnych polsko-hiszpańskich związków teatralnych. Publikowała je w tomach prac zbiorowych i w pismach specjalistycznych w Polsce, Hiszpanii, Stanach Zjednoczonych, Niemczech, Holandii, Norwegii, Meksyku i Wielkiej Brytanii.
Pod jej kierunkiem prace doktorskie obronili, m.in.: Gerardo Beltrán (1998), Barbara Dutkiewicz (2004) i Kamila Łapicka (2019).

## Członkostwo w organizacjach naukowych
Członkini komitetów redakcyjnych
- Od 1998 członkini Rady Redakcyjnej Zagadnień Rodzajów Literackich wydawanych przez ŁTN w Łodzi[9].
- Od 2003 członkini Komitetu Naukowego Anuario-Estudios Cervantinos (Hiszpania)[10].
- Consejo Asesor – Acotaciones, Real Escuela Superior de Arte Dramático, Madryt[11].
- Comité Científico – Editorial Board – THEATRALIA, Vigo[12].
- Consejo Asesor – Anuario Calderoniano (edita Iberoamericana-Vervuert)[13].
- Comité Científico – Hispania Felix, Revista Anual de Cultura y Civilización sobre el Siglo de Oro, Instituto de Ciencias Sociales y Humanidades de la Academia Rumana de Craiova
- Comité Científico – Revista de teatro: Anagnórisis[14].

Członkini towarzystw naukowych
- od 1981 – członkini Asociación Internacional de Hispanistas(inne języki), w latach 2016–2019 – członkini Zarządu Głównego (Junta Directiva)[15]
- 1984–1985 – członkini Komitetu Założycielskiego Polskiego Stowarzyszenia Hispanistów[16].
- od 1985 – członkini Polskiego Stowarzyszenia Hispanistów i przewodnicząca Zarządu Głównego w latach: 1985–1987; 1989–1994; 2004–2007 i 2007–2010[16].
- od 2000 – członkini Asociación Internacional Siglo de Oro.
- od 2004 – członkini Polskiego Towarzystwa Historyków Teatru, aktualnie: Polskie Towarzystwo Badań Teatralnych[17].

## Nagrody i odznaczenia
- 2020 – Nagroda Rektora Uniwersytetu Warszawskiego za całokształt osiągnięć[18].
- 2011 – Złoty Medal za Długoletnią Służbę.
- 2007 – Teatralna Książka Roku 2006 za: Corrale de comedias. Publiczne i stale teatry w Hiszpanii, koniec XVI – początek XVII w.[19]
- 1989 – Nagroda Ministerstwa Kultury i Klubu Krytyki Teatralnej im. Edwarda Csato za książkę “Współczesny teatr hiszpański w walce o ...teatr”, PIW, Warszawa 1988[20].
- 1982, 1989, 1990 – Nagroda naukowa Rektora Uniwersytetu Warszawskiego.
- 1981 – Nagroda zespołowa I stopnia przyznana przez Rektora UŁ za książkę “Teatr przy Cegielnianej. Szkice z dziejów sceny łódzkiej”. Praca zbiorowa pod red. prof. dr hab. Stanisława Kaszyńskiego, wyd. przez Wydawnictwo Łódzkie, Łódź, 1980. (Rozdział pt. „Dyrekcja Iwo Galla: 1949-1952”).
- 1979 – Nagroda naukowa Rektora Uniwersytetu Łódzkiego.
- 1975 – Nagroda indywidualna III stopnia Ministra Nauki, Szkolnictwa Wyższego, i Techniki przyznana za “osiągnięcia uzyskane w dziedzinie badań naukowych w pracy doktorskiej”.

## Stypendia naukowe
- 1989 i 2001 – trzymiesięczne stypendia badawcze Ministerstwa Spraw Zagranicznych w Hiszpanii.
- 1989 – dwumiesięczne stypendium badawcze Rządu Francuskiego na pobyt w Casa de Velázquez w Madrycie
- 1993 – Grant KBN nr 0409/P1/93/05 (trzyletni); tytuł projektu: Teatr hiszpański XX wieku w kontekście poszukiwań awangardowych XX wieku.

## Monografie
- Fuera de contexto. Obras dramáticas, motivos y mitos españoles en el teatro polaco. Ed. Instituto de Estudios Ibéricos e Iberoamericanos de la Universidad de Varsovia y Museo de Historia del Movimiento Popular Polaco, Varsovia, 2017.
- Drama-Teatro-Arte. Metateatralidad, intertextualidad y teatralidad del drama español del Siglo de Oro y del siglo XX. Instituto de Estudios Ibéricos e Iberoamericanos de la Universidad de Varsovia y Museo de Historia del Movimiento Popular Polaco, Varsovia (406 págs. + tablas de 24 fotos), 2014.
- Corrale de comedias. Publiczne i stałe teatry w Hiszpanii, koniec XVI w. – pocz. XVIII w. Toruń, Wyd. Adam Marszałek, 2005.
- Federico García Lorca w teatrze swoich czasów. Wyd. ENERGEIA, Warszawa, 1997.
- Entre la crisis y la vanguardia. Estudios sobre el teatro español del siglo XX. Warszawa, Uniwersytet Warszawski, 1995.
- Współczesny teatr hiszpański w walce o... teatr. Warszawa, PIW, 1988.
- Iwo Gall, poszukiwania teatralne. Łódź, Wydawnictwo Łódzkie, 1978.

## Wybrane rozprawy i studia w czasopismach
- “En torno a la paradójica recepción del teatro de Lope de Vega en Polonia. Traducciones, representaciones y comentarios críticos”. W: La traducción del teatro clásico español (siglos XIX-XXI), Bolonia, Edizioni Ca’Foscari, 2020, s. 137–153.
- “El concepto del humor en Sombras, Jehova y los Diálogos de Federico García Lorca, o sus primeros intentos de hacer (son)reír al público de su tiempo”. Theatralia: revista de poética del teatro, nr 22, 2020, s. 197–210.
- “La imagen de la Numancia sitiada en la dramaturgia española, o la tragedia cervantina como modelo dramático y fuente de inspiración”. Hipogrifo-Revista de literatura y cultura del Siglo de Oro, nr 2, t. 8, 2020, s. 11–38.
- “Reescritura, intertextualidad y autorreferencialidad en dos espectáculos de Antonina Grzegorzewska, Ifigenia y Tauryda. Apartado 679”. Anagnórisis. Revista de investigación teatral, nr 20, 2019, s. 381–405.
- “La Danza de la Muerte en el arte y el teatro del siglo XX: casos de recreación y transformación de la tradición medieval”. W: Cartografía teatral: en homenaje al profesor José Romera Castillo, Madryt, Visor Libros, 2019, s. 373–390.
- “Las sombras de don Juan, o las reinterpretaciones polacas del mito donjuanesco”. Anagnórisis. Revista de investigación teatral, nr 16, 2017, s. 327–341.
- “Vida y muerte del artista Ocaña representadas por Andrés Ruiz López”. Theatralia: revista de poética del teatro, nr 19, 2017, s. 261–272.
- „Życie w «piekielnym kręgu» albo «tragiczna mojiganga». Studium o ponadczasowości Valleinclanowskich Świateł cyganerii”. W: Arcydzieła literatury hiszpańskiej, Poznań, Wydawnictwo naukowe UAM, 2016, s. 207–230.
- “Iwo Gall – rysownik, grafik i malarz portretów (próba uzupełnienia biografii)”. W: Iwo Gall – redutowiec, artysta teatru, Częstochowa, Akademia im. Jana Długosza w Częstochowie, 2014, s. 11–34, 271–287.
- “Mitologización, recepción y canonización: Federico García Lorca y su obra en Polonia”. W: Mitificación y desmitificación del canon y literaturas en España e Hispanoamérica, Granada, Universidad de Granada, 2013, s. 49–72.
- “Intertextualidad y transformaciones transgresoras en el teatro de Valle-Inclán: La cabeza del Bautista ante el cuento evangélico y el mito de Salomé”. Itinerarios, nr 16, 2012, s. 13–28.
- „Dramaturg jako reformator teatru: Unamuno, Valle-Inclán i García Lorca”. W: Tak blisko i tak daleko. Hiszpańskojęzyczny teatr i dramat ostatnich stu lat, Kraków, Księgarnia Akademicka, 2012, s. 61–77.
- “Las obras dramáticas de Valle-Inclán en los escenarios polacos y el problema de la traducción teatral”. Theatralia: revista de poética del teatro, nr 13, 2011, s. 39–50.
- “«El mágico prodigioso»: entre la comedia de santos y la comedia de magia, un modelo teatral en evolución”. W: Calderón y su escuela: Variaciones e innovación de un modelo teatral, Stuttgart, Franz Steiner Verlag, 2011, s. 13–22.
- “El Arte nuevo en Polonia: la recepción crítica y los intentos de traducción”. W: El Arte Nuevo de hacer comedias en su contexto europeo, Ediciones de Castilla-La Mancha, 2010, s. 167–178.
- “«Los locos de Valencia»” de Lope de Vega: un paradigmático intento de dramatización y teatralización del discurso de la locura a finales del siglo XVI”, Itinerarios: Revista de estudios lingüísticos, literarios, históricos y antropológicos, nr 10, 2009, s. 45–63.
- “En torno a la recepción crítica e intentos de traducción del Arte nuevo de hacer comedias de Lope de Vega en Polonia”. Studia Iberystyczne, nr 8, 2009, s. 217–232.
- “El jardín mágico y la magia del teatro: notas sobre la fiesta teatral palaciega «El jardín de Falerina». Theatralia: revista de poética del teatro, nr. 9, 2007, s. 107–122.
- “La figura del pintor en la comedia y el auto de «El pintor de su deshonra»: de la alegoría de la Pintura a la alegoría de la Creación. W: La dramaturgia de Calderón: técnicas y estructuras (Homenaje a Jesús Sepúlveda), Madrid, Iberoamericana, 2006, s. 65–79.
- “«La Aurora en Copacabana» de Calderón de la Barca: en torno a las fuentes de inspiración”. W: Actas del Congreso “El Siglo de Oro en el Nuevo Milenio”. Ediciones Universidad de Navarra. EUNSA, 2005, s. 217–230.
- “«Manuscrito encontrado en Zaragoza» de Francisco Nieva frente a la novela homónima de Jan Potocki”. Estudios Hispánicos, nr 12, 2004, s. 139–155.
- “«Lilla Weneda» de Juliusz Slowacki como recreación de «La Numancia» de Cervantes. Theatralia: revista de poética del teatro, nr 5, 2003, s. 187–198.
- “¿Qué ves en aquesta gruta?” (sobre el texto y la puesta en escena de dos cuadros de La aurora en Copacabana de Pedro Calderón de la Barca), Scriptura. Estudios sobre el teatro del Siglo de Oro (Lleida), 17, 2002, s. 33–46.
- “Sobre la teatralidad de la comedia española del siglo XVII: La aurora en Copacabana de Pedro Calderón de la Barca”, Zagadnienia Rodzajów Literackich [Les problèmes des Genres Littéraires], nr 1-2 (87-88), 2001, s. 7–30.
- “De la reconstrucción a la transfiguración artística de la biografía del científico, hereje y mártir, Miguel Servet en La sangre y la ceniza de Alfonso Sastre”. Itinerarios nr. 2, s. 11–38.
- “La cuestión de la vanguardia en el período de la transición política. W: Entre actos: diálogos sobre el teatro español entre siglos, University Park, Pennsylvania,1999, s. 137–146.
- “Hiszpania”. W: O dramacie. T. 3: Od Sartre’a do Mrozka, Warszawa, FAP, 1997, s. 251–277.
- “Valle-Inclán – Witkiewicz – Artaud. La teoría del esperpento a la luz de la teoría de la Forma Pura y la teoría del Teatro de la Crueldad”. W: Europa del Centro y del Este y el mundo hispánico, Kraków, 1996, s. 125–131.
- “Wielość czy jedność konwencji. Uwagi o dramaturgii Federica Garcii Lorki” W: Od symbolizmu do post-teatru, Warszawa, FAP, 1996, s. 124–137.
- “O twórczości Joana Brossy: przyczynek do badan nad zjawiskiem integracji sztuk”. W: W kręgu zagadnień awangardy, Uniwersytet Łódzki, Łódź, 1995, s. 87–101.
- “Valle-Inclán – Witkiewicz – Artaud. La teoría del esperpento ante la teoría de la Forma Pura y la teoría del teatro de la Crueldad”. W: Valle-Inclán y su obra. Actas del I Congreso Internacional sobre Valle-Inclán, Universitat Autònoma de Barcelona, 1995, s. 137–145.
- “Modelos del teatro: Del texto dramático La muerte de García Lorca de José Antonio Rial al pre-texto teatral en Apuntes para una puesta en escena de Carlos Giménez y su representación en el Taller de Teatro del Ateneo de Caracas ‘Rajatabla’”. Corriente del Golfo, No. 2, Universidad de Bergen, 1994, s. 179–190.
- “Transformaciones del mito de Don Juan en la literatura dramática polaca”. Memorias del Simposio Internacional sobre: Diálogo intercultural. Migración de discursos. Estudios y memorias, CESLA, Uniwersytet Warszawski, 1993, s. 195–214.
- “Teoria dramatu w Hiszpanii: XIX-XX wiek.”. W: O dramacie, t. II, Warszawa, FAP, 1993, s. 329–360.
- “Las mujeres dramaturgas en España. En busca de la identidad”. En: Estudios sobre escritoras hispánicas en honor de Georgina Sabat-Rivers, Ed. Castalia. Madrid, 1992, s. 45–61.
- “The Beginnings of Theatrical Thought in Spain”, W: Reflection on Literature in Eastern and Western Cultures, Warszawa, Uniwersytet Warszawski, 1990, s. 113–134.
- “El mito de Don Juan en el teatro polaco”, Kwartalnik Neofilologiczny, 1990, s. 311–323.
- “Margarita Xirgu ante la renovación teatral en España en la época anterior a la guerra civil”. Mujer y sociedad en América. California, Instituto Literario y Cultural Hispánico, 1988, s. 293–306.
- “Teatr hiszpański przed wojną domową: między kryzysem a awangardą” Hiszpania II Republiki: polityka i literatura. Wrocław, Uniwersytet Wrocławski, 1988, s. 125–133.
- “Miguel de Unamuno – teórico del teatro”. EW: El teatro de Miguel de Unamuno, San Sebastián, Universidad de Deusto, 1987, s. 27–45.
- “Początki refleksji teatralnej w Hiszpanii.” (Los comienzos de la reflexión teatral en España. Renacimiento y Barroco), Przegląd Humanistyczny, nr 2, 1987, s. 117–132.
- “El teatro español del siglo XX en Polonia”. Estreno. University of Cincinnati, Primavera nr 1, 1987, s. 19–25.
- “Federico García Lorca y su teatro en Polonia”. Cuadernos Hispanoamericanos, nr 1, 1986, s. 270–280.
- “Los intentos de renovación teatral en España ante la reforma teatral en Europa en las primeras décadas del siglo XX” GESTOS. Teoría y Práctica del Teatro Hispánico del Siglo XX. Irvine. University of California, nr 1, 1986, s. 73–85.
- “Teatr Hiszpanii pofrankistowskiej”. Studio, nr 5, 1985, s. 123–140.
- “Aspecto genérico de la dramaturgia del Nuevo Teatro español”. Zagadnienia Rodzajów Literackich. Les problèmes des Genres Littéraires, nr 1, 1984, s. 23–45.
- “Z badań nad esperpento Valle-Inclana”. Acta Universitatis Lodzienis. Folia Scientiarium. Artium et Librorum, nr 3, 1982, s. 129–147.
- “Refleksje nad współczesną dramaturgia hiszpańską”. Kwartalnik Neofilologiczny, nr 3-4, 1981, s. 429–445.
- “Z badań nad dramatem hiszpańskim po wojnie domowej”. Acta Universitatis Lodziensis. Folia Litteraria, nr 2, 1981, s. 109–122.

## Monografie naukowe pod redakcją
- Teatro como espejo del teatro (współred. J. Romera Castillo, K. Kumor y K. Seruga), Madrid, Verbum, 2017.
- El texto dramático y las artes visuales. El teatro español del Siglo de Oro y sus Herederos en los siglos XX y XXI (współred. J. M. Escudero Baztán y M. Piłat), New York, IDEA, 2017.
- El teatro español como objeto de estudios a comienzos del siglo XXI (współred. Karolina Kumor, Marta Piłat-Zuzankiewicz), Warszawa, Instytut Studiów Iberyjskich i Iberoamerykańskich, Uniwersytet Warszawski, 2015.
- Tak blisko i tak daleko. Hiszpańskojęzyczny teatr i dramat ostatnich stu lat. (współred. Piotr Olkusz), Kraków, Księgarnia Akademicka, 2012.
- Especificad del texto dramático y la puesta en escena: dependencia o autonomía. Encuentros 2010, vol. II. Varsovia, 2011.
- Nowa sztuka pisania komedii w dzisiejszych czasach Lopego de Vega w czterechsetlecie wydania, 1609-2009. Warszawa, Instytut Studiów Iberyjskich i Iberoamerykańskich Uniwersytetu Warszawskiego, Muzeum Historii Polskiego Ruchu Ludowego w Warszawie, 2009.
- Lope de Vega, Nowa sztuka pisania komedii w dzisiejszych czasach. Przedstawiona Akademii w Madrycie. Gdańsk, Słowo/Obraz Terytoria, 2008.
- Espacio dramático frente al espacio escénico. Warszawa Instytut Studiów Iberyjskich i Iberoamerykańskich, Uniwersytet Warszawski, 2003.
- Teatr Calderóna: tradycja i współczesność. Redakcja i posłowie, Katowice, Uniwersytet Śląski, 2002.
- Federico García Lorca, Teatr nie dokończony – teatr otwarty. Warszawa, Wyd. ENERGEIA i Instituto Cervantes, 1998.
- Iwo Gall, Pisma o teatrze. Wrocław, Wyd. Wiedza o Kulturze i Uniwersytet Wrocławski, Seria Polska Myśl Teatralna pod red. Janusza Deglera, 1993.